# Pohoří Kaikōura
Pohoří Kaikōura (angl. Kaikōura Ranges) je rozsáhlé pohoří na severovýchodě Jižního ostrova Nového Zélandu. Pohoří tvoří dva geomorfologické celky oddělené řekou Waiau Toa (Clarence), a sice pobřežní Seaward Kaikōura Range s nejvyšší horou Manakau (2609 m n. m.) a vnitr-zemní Inland Kaikōura Range s nejvyšší horou Tapuaenuku (2885 m n. m.). Jedná se vůbec o největší hory na sever o Mt Cook / Aoraki.
Místní klima se vyznačuje suchými a studenými zimami a suchými horkými léty. Samo pohoří je pokryto jen nízkou travnatou vegetací, svahy hor jsou velmi strmé, nestabilní a štěrkové. Les v nížinách byl z většiny vykácen. Pohoří je oblíbenou destinací lovců, kteří zde loví kamzíky, jeleny, kozy a prasata. Pohoří je jedinou známou lokací hnízdních kolonií buřňáků Huttonových.